# Wojciech Piasecki (pułkownik)
Wojciech Emanuel Piasecki ps. „Sarna” (ur. 10 lipca 1886 w Podwysokich, zm. po 9 kwietnia 1941 w KL Auschwitz) – pułkownik piechoty Wojska Polskiego, oficer Związku Walki Zbrojnej, kawaler Orderu Virtuti Militari.

## Życiorys
Urodził się jako syn Kazimierza. Był oficerem c. i k. Armii. Służąc w stopniu majora w szeregach 20 pułku piechoty Austro-Węgier w Tarnowie u schyłku I wojny światowej był jednym z organizatorów przewrotu, doprowadzającego do rozbrojenia Austriaków i oswobodzenia tego miasta.
Po odzyskaniu przez Polskę niepodległości został przyjęty do Wojska Polskiego i zweryfikowany do stopnia majora piechoty. Do 1922 był przydzielony do 2 pułku strzelców podhalańskich w Sanoku. W stopniu podpułkownika sprawował stanowisko zastępcy dowódcy 6 pułku strzelców podhalańskich w Stryju. W stopniu pułkownika od maja 1927 do lutego 1929 pełnił funkcję dowódcy 17 pułku piechoty (garnizon Rzeszów). Wniosek o usunięcie z dowództwa tej jednostki podpisał dowódca 24 Dywizji Piechoty, gen. Wacław Scaevola-Wieczorkiewicz. W lutym 1929 został przeniesiony do kadry oficerów piechoty z równoczesnym przydziałem do Powiatowej Komendy Uzupełnień Łańcut celem odbycia praktyki poborowej. W marcu tego roku został przeniesiony do Powiatowej Komendy Uzupełnień Kamionka Strumiłowa na stanowisko komendanta. W marcu 1930 roku został przeniesiony do Dowództwa Okręgu Korpusu Nr IV w Łodzi na stanowisko inspektora poborowego. Z dniem 31 lipca 1934 roku został przeniesiony w stan spoczynku.
W 1935 zamieszkał w Nowym Sączu, w domu pod adresem Mikołaja Reja 12, następnie w willi pod numerem 35 tej ulicy, położonej nieopodal stacji kolejowej i kościoła Najświętszego Serca Pana Jezusa.
Po wybuchu II wojny światowej podczas okupacji niemieckiej zaangażował się w działalność konspiracyjną. Funkcjonował w sztabie okręgu Nowy Sącz Związku Walki Zbrojnej i działał pod pseudonimem „Sarna”. 9 kwietnia 1941 wraz z członkami rodziny został aresztowany przez Gestapo (według relacji Marii Harcuły powodem miało być zachowanie pułkownika wobec przedwojennego znajomego majora Wincentego de Strohe, podczas okupacji oficera SS, któremu napotkany Piasecki na jego salut Heil Hitler odpowiedział gestem puknięcia palcem w czoło). Krótko po zatrzymaniu krewni Piaseckiego zostali zwolnieni, a on sam został przewieziony do obozu zagłady Auschwitz-Birkenau i tam zastrzelony.
Był żonaty, miał dwie córki: Stanisławę i Janinę oraz syna Adama.

## Ordery i odznaczenia
- Krzyż Srebrny Orderu Virtuti Militari nr 4984 (1921)[14]
- Złoty Krzyż Zasługi (19 marca 1937)[15]

## Upamiętnienie
Wojciech Piasecki został upamiętniony na symbolicznym nagrobku ofiar obozu Auschwitz-Birkenau, ustanowionym na cmentarzu komunalnym w Nowym Sączu.